# 神戸大空襲

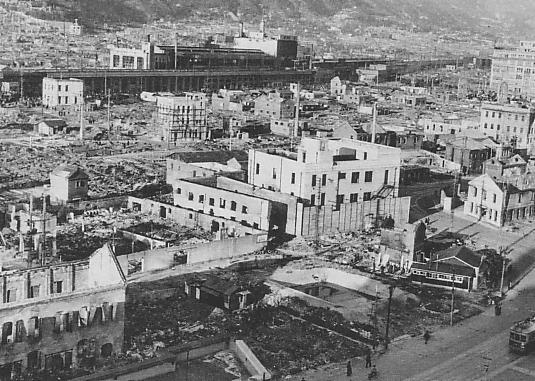
空襲後の神戸

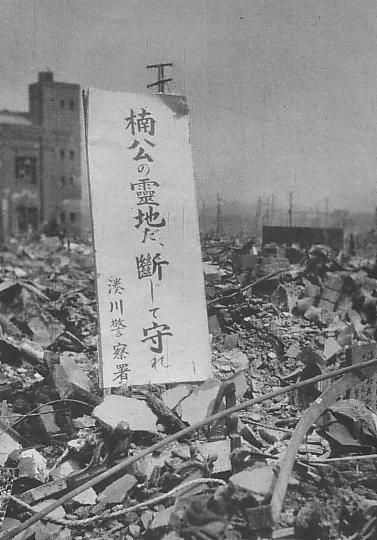
空襲後の神戸湊川地区
看板の「楠公の霊地」とは楠木正成が祀られる湊川神社を指す

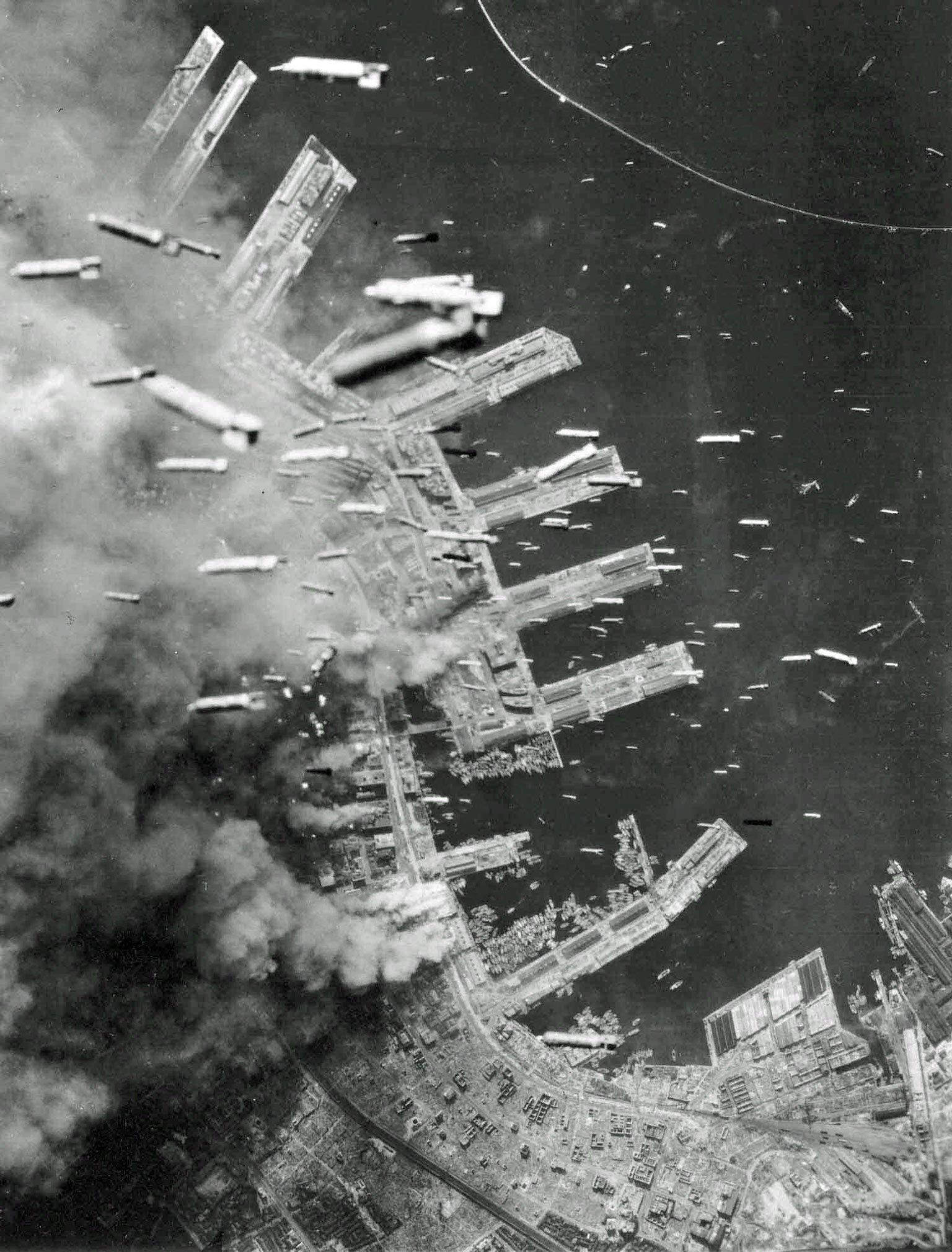
焼夷弾の投下を受ける神戸。1945年6月4日、焼夷弾を投下中のB-29より米軍が撮影。画像の上は東、左が北。神戸港新港地区の埠頭が、左上より第六突堤、第五突堤、西に少し折れて第四突堤～第一突堤、短いメリケン波止場および長い中突堤（後のメリケンパーク）と櫛状に並ぶ。画像下部中央付近から左上へ煙の中へ直線状に延びるのは、東海道本線の西端部。画像下部の右側に、貨物支線の湊川駅（神戸駅東側、後のハーバーランド）付近、および川崎重工神戸工場の一部も確認できる。

神戸大空襲（こうべだいくうしゅう）は、第二次世界大戦末期にアメリカ軍が繰り返し行った神戸市およびその周辺地域に対する戦略爆撃・無差別攻撃の総称。特に兵庫区や林田区など西半分に大きな被害を出した1945年（昭和20年）3月17日と、東半分および阪神間の町村を壊滅させた同年6月5日の爆撃を指して用いられることが多い。舞台美術家の妹尾河童も当時林田区在住の15歳の中学生で母親とこの空襲を体験している。

## 概要
日本本土に対する米軍の空襲は、1942年4月18日の東京、名古屋、四日市、神戸などを皮切りに開始されたが、神戸では兵庫区中央市場付近が被害を受けたものの本格的なものではなかった。
神戸とその周辺地域は1945年（昭和20年）1月3日から終戦までの約8ヶ月間に大小合わせて128回の空襲を受け、特に2月4日の無差別焼夷弾爆撃は後の東京大空襲に始まる市街地絨毯爆撃の実験的なものと言われ、それ以前の空襲が軍事施設や軍需工場への精密爆撃であったものが、この日の爆撃が焼夷弾による爆撃へとアメリカ軍の爆撃方針を転換するための実験的焼夷弾攻撃であり、兵庫区、林田区、湊東区に特に集中し投下された。3月10日の東京大空襲を皮切りに都市部に対する無差別焼夷弾爆撃が本格化し、名古屋、大阪への空襲の後の3月17日未明には、兵庫区、林田区、葺合区など神戸市中西部が壊滅的被害を受けた。5月11日の空襲では、灘区や武庫郡（戦後に東灘区となった地域）で大きな被害を受け、同郡本庄村にあった川西航空機甲南製作所が精密爆撃を受けている。さらに6月5日の空襲により、西部の須磨区垂水町から東は西宮市までの広範囲が爆撃され、それまで被害の少なかった神戸市東部や武庫郡が焦土と化し、3度の大空襲でほぼ神戸市全土が壊滅した。
被害面積は神戸周辺都市部の21%に及び、戦災家屋数14万1,983戸、総戦災者数は罹災者53万858人、死者7,491人、負傷者1万7,002人とされるが、これは確定的なものではなく実際はさらに膨大な被害であったと推測されている。神戸市の人口1000人当たりの戦争被害率は47.4人であり、人口および面積から換算した被害率としては当時の「五大都市」の中でも最悪の数字であった。なお、この「五大都市」とは六大都市から都制施行後の東京都区部（旧・東京市）を除いた一般的な五大都市ではなく、戦災がほとんど無かった京都市を除いたものである。また、1940年10月1日の国勢調査と1945年11月1日の人口調査における人口増減率はマイナス60.8%と広島市（マイナス60.1%）を下回っている。
周辺の部隊の反撃もあり、京都の高射砲部隊がB-29アシッド・テストII（機長ユージン・F・トーヴェンド少佐）を撃墜するなどの戦果もあったものの、上空からアメリカ軍機を駆逐するには至らなかった。

## 敗戦後の状況
激しい空襲の戦災によりほとんどの機能が停止状態となったため、1945年11月1日に「神戸市復興本部」が設置され、中井市長自らが本部長に就任。復興に関する重要事項を企画審議するための諮問機関として「神戸市復興委員会」が設けられ、元神戸市長の勝田元や当時大阪鉄道局長であった佐藤栄作ら、多方面からあらゆる分野の人材が招聘された。同年12月30日に閣議決定された日本政府の「戦災地復興計画基本方針」を受けて、翌1946年3月14日、「神戸市復興基本計画要綱」が制定され、罹災地域の戦災復興計画と、「大神戸」構想が示された。そこでは神戸市の性格を「国際的貿易都市」とし、これに商工業都市、文化都市、観光都市の性格を併有させるとされ現在の神戸市の礎となった。

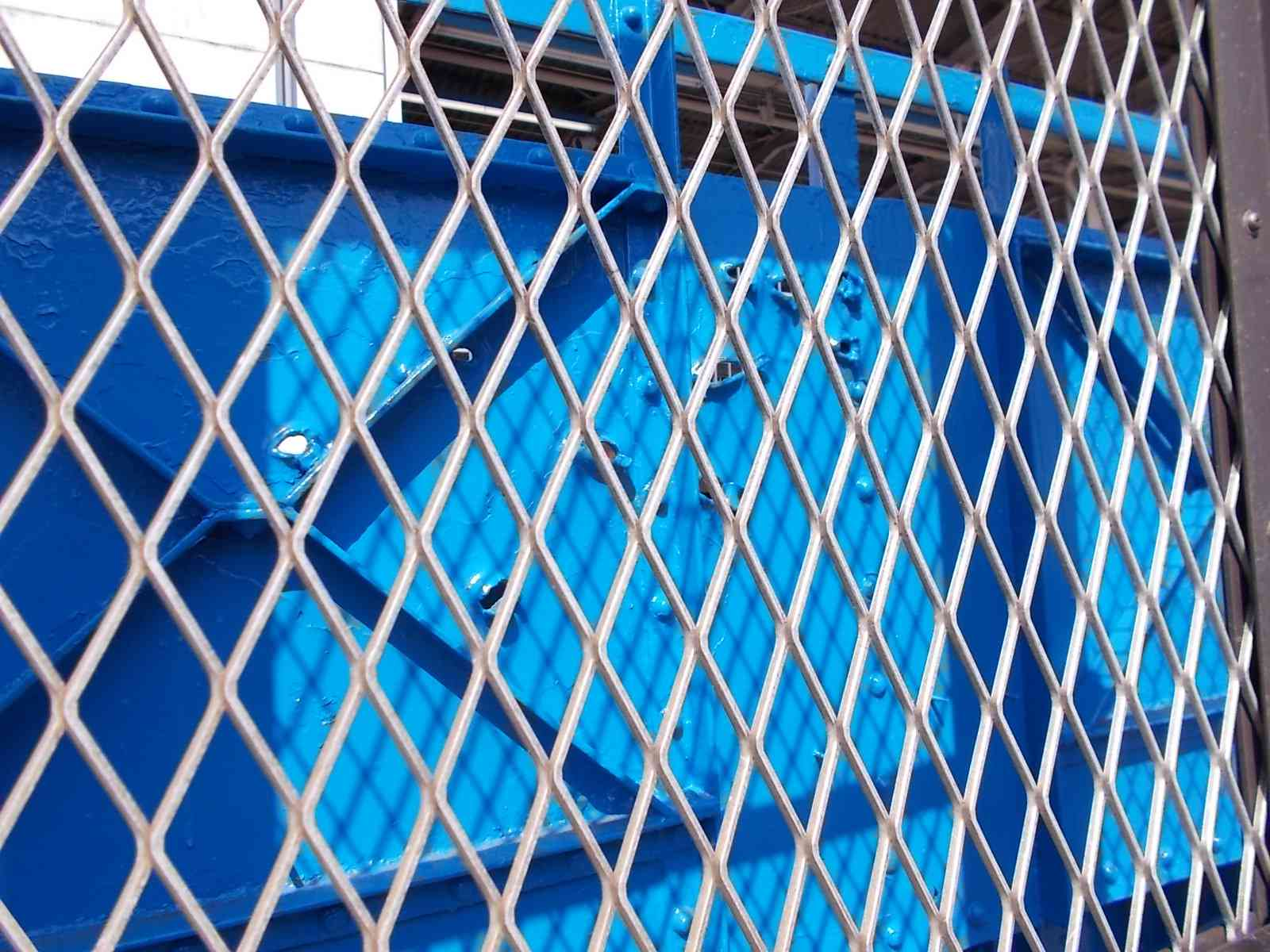
JR三ノ宮駅に現在も残存する神戸空襲で、B29から発射された弾丸の跡

## 神戸大空襲が登場する作品
- 『火垂るの墓』（野坂昭如著。1988年にアニメ映画化）
- 『アドルフに告ぐ』（手塚治虫作）
- 『少年H』（妹尾河童著。1999年にテレビドラマ化。2013年に映画化）
- 『くだんのはは』（小松左京作）
- 『バックミラーに見る街　神戸大空襲をうたう　混声合唱組曲』車木蓉子 作詞、多田泉 作曲、神戸市役所センター合唱団、1983年10月。
- 岡本望『嵐の青春　神戸大空襲』文理閣、1993年11月。ISBN 4-89259-208-0。
- 日向道子『生きんと、あかん 神戸大空襲と、おじいさん、おばあちゃんのたからもの』ひなたあかね 画、けやき書房〈童話の森〉、1996年8月。ISBN 4-87452-654-3。
- 『べっぴんさん』（NHK連続テレビ小説、2016年下半期放映） - 空襲により家が焼失し、近江に住む親類の家に身を寄せる（ただし、実際は空襲で被害を受ける場面はない）。
- 『スパイの妻』（2020年のNHKのテレビドラマおよび映画作品）

## 関連文献
- 聞き手・青田貴光 (2014年8月12日). “夏の伝言　戦後69年【1】　経済評論家　内橋克人さん（82）　大空襲　おばちゃんが「身代わり」になった”. 朝日新聞 - 内橋が神戸大空襲について語っている。
- 神戸空襲を記録する会 編『神戸大空襲』のじぎく文庫、1972年。
- 神戸空襲を記録する会 編『神戸空襲体験記』 総集編、神戸空襲を記録する会(出版) のじぎく文庫(製作)、1975年。 - 資料：神戸空襲を記録する会の歩み：pp.496-498。
- 『炎の記録神戸大空襲　神戸空襲を記録する会10年の歩み.』神戸空襲を記録する会、1981年8月。 - 資料：神戸空襲を記録する会の10年・戦時下の世相と神戸空襲：pp.41-46、神戸空襲戦災資料目録：pp.51-60。
- 神戸空襲を記録する会 編『神戸大空襲　戦後60年から明日へ』神戸新聞総合出版センター、2005年12月。ISBN 4-343-00339-6。 - 資料：折り込1枚。
- 野坂昭如『一九四五・夏・神戸』中央公論社〈中公文庫〉、1977年。